# Franquevillette
Franquevillette est une ancienne paroisse de la Seine-Maritime fusionne avec Boos en 1824.

## Toponymie
Le nom de la paroisse est attesté sous les formes Franchevillule et Franchevilleta en 1034.

## Historique
Elle est citée en 1280, quand Beaudoin de Canteleu donne 2 fiefs à Franquevillette à l'abbaye Sainte-Catherine. Le patronage de l'église appartient à la fin du Xe siècle au chapitre de la cathédrale de Rouen. Il devient celui de l'évêque de Bayeux au XIIIe siècle, pour finir dans les mains des Emmurées de Rouen.
De 50 familles (environ 250 personnes) sous Saint-Louis, il n'y en a plus que 18 au XVe siècle.
Réunie à Boos en 1824, l'église Notre-Dame est détruite en 1825. Les stalles de style Renaissance de l'église sont transférées dans celle de Boos.